# XXXXVII. Armeekorps (Wehrmacht)
Das XXXXVII. (47.) Armeekorps (so die offizielle Schreibweise, entgegen der römischen Zahlschrift) der deutschen Wehrmacht, im vollen Titel Generalkommando XXXXVII. Armeekorps, war die Bezeichnung für die entsprechende Kommandobehörde, aber auch für den Verband aus mehreren Divisionen und eigenen Korpstruppen, der von diesem Generalkommando geführt wurde und unter dem Oberbefehl einer Armee oder Heeresgruppe stand. Das XXXXVII (47.) A.K. (mot.) wurde von Juni 1941 bis April 1944 an der Ostfront, dann in Nordfrankreich (Normandie), im Raum Metz und in den Ardennen eingesetzt, schließlich bei Kriegsende im Ruhrkessel zerschlagen.

## Aufstellung, Geschichte, Auflösung
Das (Generalkommando) XXXXVII. Armeekorps war ein Großverband der deutschen Wehrmacht. Es wurde am 20. Juni 1940 (zugleich mit den Divisionen der 10. Welle) aufgestellt; am 1. Juli 1940 vor endgültiger Aufstellung nach dem Waffenstillstand mit Frankreich wieder aufgelöst.
Das (Generalkommando) XXXXVII. Armeekorps (mot.) wurde am 25. November 1940 im Wehrkreis XI (Hannover) aufgestellt.

### 1941
Beim Anlaufen des Unternehmens Barbarossa (22. Juni 1941) war das Korps der Panzergruppe 2 unter Generaloberst Guderian zugeteilt und bildete im Raum Brest die Spitze des Durchbruchs bei der 4. Armee der sowjetischen Westfront. Der Vorstoß der dem Korps unterstellten 17. und 18. Panzer-Division erfolgte aus dem Raum Pratulin über den Bug nach Pruschany, dann über Slonim und Baranowitschi auf die weißrussische Metropole Minsk. Die Kesselschlacht von Minsk endete Anfang Juli mit Erreichen der Beresina-Linie. Der folgende Vorstoß aus dem Brückenkopf von Borissow führte die 18. Panzerdivision am 7. Juli nach Tolotschino in den Raum Orscha. Bei Kopys wurde am 11. Juli den Übergang über den Dnjepr erreicht, der direkt auf das südliche Vorfeld von Smolensk angesetzte Hauptstoß wurde rechts durch das XXXXVI. Armeekorps (mot.) begleitet und am 16. Juli mit der Einnahme von Smolensk abgeschlossen.
Ab 30. August nahm das Korps an der Roslawl-Nowosybkower Operation teil.
Ende August 1941 startete die Panzergruppe 2 den Vormarsch nach Süden, um die sowjetische Südwestfront im Raum Kiew einzukesseln, das XXXXVII. A.K. deckte dabei den linken Armeeflügel (Front nach Süden) an der Desna im Raum Nowgorod-Sewersk. Am 30. September begann der Vorstoß aus den Raum Gluchow über Dmitrowsk nach Karatschew, am 9. Oktober konnte die 17. Panzer-Division bei Brjansk die Verbindung mit Einheiten der 2. Armee herstellen, wodurch sich in der Kesselschlacht von Brjansk der Ring um die südwestlich um Trubtschewsk stehende sowjetische 3. und 13. Armee schloss.
Am 18. November gelang den Korpstruppen im Rahmen der Schlacht um Tula die Einnahme von Jepifan. Anfang Dezember fanden die vergeblichen Angriffe bei bereits −30 Grad Kälte statt, an der östliche Flanke der 2. Panzerarmee hatte das Korps mit der 10. Infanterie-Division (mot.) und der 18. Panzerdivision eine etwa 180 km breite Front zu decken. Am 5. Dezember folgte mit der sowjetischen Gegenoffensive der allgemeine Rückzug.

### 1942
Nach den bis ins Frühjahr 1942 andauernden schweren Abwehrkämpfen gegenüber der sowjetischen 16. Armee im Raum Suchinitschi stabilisierte sich die Front der 2. Panzerarmee im Raum Schisdra zwischen den Tschuguner Seen und der Resseta.
Am 21. Juni 1942 erfolgte die Umbenennung in (Generalkommando) XXXXVII. Panzerkorps, zu diesem Zeitpunkt war dem Generalkommando neben der 17. und 18. Panzer- auch die 4. Panzer-, die Masse der 339., und Teile der 208., 211. und 216. Infanterie-Division unterstellt.

### 1943
Zwischen 15. Mai und 6. Juni 1943 wurde das Unternehmen Zigeunerbaron gegen sowjetische Partisanen im Raum südlich Brjansk durchgeführt.  
Während des Unternehmen Zitadelle war das Korps im Sommer 1943 der 9. Armee am nördlichen Abschnitt des Frontbogens von Kursk zugeteilt.
Am ersten Angriffstag am 5. Juli konnten die deutschen Truppen (2., 6., 9. und 20. Panzer-Division sowie die Schwere Panzer-Abteilung 505) auf 15 Kilometern Breite und 8 Kilometer Tiefe an der Naht zwischen der sowjetischen 70. und 13. Armee einbrechen. Der sowjetische Frontbefehlshaber Rokossowski befahl die 2. Panzerarmee zum Gegenangriff, der am folgenden Morgen des 6. Juli vorrangig das rechts benachbarte XXXXVI. Panzerkorps traf, aber den deutschen Vorstoß insgesamt eindämmte. Im Raum zwischen Ponyri (Fatesch) und Soborowka kam es dabei unter Einrechnung der sowjetischen Panzer zu einer Konzentration von mehr als 1000 Panzern.

### 1944
Nach der Einkesselung starker Einheiten der deutschen 8. Armee im Raum Tscherkassy versammelte General von Vormann am 4. Februar 1944 das XXXXVII. Panzerkorps an der südlichen Kesselfront vier Panzerdivisionen zum Entsatz. Das sowjetische 11. Garde-Panzerkorps beteiligte sich an der Abwehr und wurde der im Angriffsfeld stehenden 40. Armee unterstellt. Die 3. und 13. Panzerdivision traten gleichzeitig aus Linie Konstantinowka-Roskoschewka und die 11. und 14. Panzerdivision (Gruppe Grässel) zwischen Skotorewo-Kawunowka mit etwa 130 Panzern in Richtung Schpola und Lebedin an. Nach intensiven Kämpfen gelang es den deutschen Truppen, die Orte Tynowka, Pawlowka, Wotjlewka und Tatjanowka zu erobern, der weitere Vorstoß wurde von der sowjetischen Abwehr an der Linie Tolmasch, Wodianoje und Lipjanka gestoppt. Die Gruppe Vormann konnte beim Vorstoß in den Raum südöstlich von Swenigorodka keine weiteren Erfolge erzielen und wurde dann noch 30 Kilometer vor der Kesselfront, durch die sowjetische 5. Garde- und 53. Armee endgültig gestoppt.

#### Einsatz in der Normandie
Nach der alliierten Invasion in der Normandie wurde das Generalkommando
der Panzergruppe West unterstellt, unterstellt waren die 2., 21. und die 116. Panzer-Division. Am 7. August 1944 brach das Korps im Rahmen des Unternehmen Lüttich mit der 2. Panzer-Division zwischen Mortain und Sourdeval durch und konnte sieben Meilen auf Avranches vorstoßen, ehe sie von einem Kampfkommando der 3. US-Panzerdivision zum Stehen gebracht wurde. Südlich davon konnte Mortain genommen werden, aber dieser Erfolg nicht ausgenutzt werden, weil die 30. US-Division die Höhen westlich und nordwestlich davon zäh verteidigte. Die 21. Panzer-Division wurde durch Nachschubmangel geschwächt und im Kessel von Falaise von alliierten Verbänden vernichtet. Das Generalkommando konnte sich retten und wurde im Raum Metz neu formiert.
Bei der Ardennenoffensive (ab 16. Dezember 1944) war das Korps am linken Flügel der 5. Panzerarmee eingesetzt. General von Lüttwitz sollte die Maas nahe Namur überqueren. Die 26. Volksgrenadier-Division und die 2. Panzer-Division (Generalmajor von Lauchert) bildeten die Spitzen; die Panzer-Lehr-Division folgte dahinter nach. Die 2. Panzer-Division hatte den Auftrag, den Fluss Our zu überqueren; die 26. Volksgrenadier-Division sollte bei Gemünd übergehen. Am Morgen des 18. Dezember war die amerikanische Front südlich von St. Vith durchbrochen. Die Panzer-Lehr-Division (Generalleutnant Fritz Bayerlein) stieß nach Bastogne durch, wo die 101. US-Luftlandedivision eingeschlossen wurde und konnte noch bis nach Rochefort vordringen. Die Lage änderte sich ab Weihnachten,  Bastogne wurde am 27. Dezember entsetzt und das XXXXVII. Panzerkorps durch Gegenangriffe der 3. US-Armee zum Rückzug gezwungen.

### 1945
Anfang März 1945 war das Korps der 1. Fallschirm-Armee am Niederrhein unterstellt, zugeteilt waren dabei die 6. Fallschirm-Division, die 116. Panzer- und die 84. Infanterie-Division. Anfang April wurde das Korps mit der 180. und 190. Infanterie-Division von amerikanischen Streitkräften im Ruhrkessel eingeschlossen.
Mitte April 1945 wurde das Generalkommando für die Aufstellung der Armeeabteilung Lüttwitz verwendet, welche aber schon wenige Tage später wieder aufgelöst wurde.

## Korpstruppen
- Arko 130, (Dez 1944 =) Arko 447
- Korps-Nachr.Abt. 447
- Korps-Nachschubtruppen 447
- Ost-Bd. 447[1]

## Unterstellung und Einsatzgebiet
| Jahr | Monat | Armee                   | Heeresgruppe                             | Einsatzgebiet                        |
| ---- | ----- | ----------------------- | ---------------------------------------- | ------------------------------------ |
| 1940 | 12-12 | 11. Armee               | Heeresgruppe C                           | Heimat                               |
| 1941 | 01-04 | 11. Armee               | Heeresgruppe C                           | Heimat                               |
|      | 05-05 | Panzergruppe 2          | Oberkommando des Heeres (OKH)            | Heimat                               |
|      | 06-12 | Panzergruppe 2          | Heeresgruppe Mitte                       | Minsk, Smolensk, Kiew, Brjansk, Tula |
| 1942 | 01-12 | 2. Panzerarmee          | Heeresgruppe Mitte                       | Brjansk, Orel                        |
| 1943 | 01-06 | 2. Panzerarmee          | Heeresgruppe Mitte                       | Brjansk, Orel                        |
|      | 07-08 | 9. Armee                | Heeresgruppe Mitte                       | Orel                                 |
|      | 09-12 | 8. Armee                | Heeresgruppe Süd                         | Dnjepr(Krementschug)                 |
| 1944 | 01-03 | 8. Armee                | Heeresgruppe Süd                         | Dnjepr(Kirowograd)                   |
|      | 04-04 | 8. Armee                | Heeresgruppe Südukraine                  | Jassy                                |
|      | 05-05 | Panzergruppe West       | z. Vfg. Oberkommando der Wehrmacht (OKW) | Nordfrankreich                       |
|      | 06-06 | 7. Armee                | Heeresgruppe B                           | Normandie                            |
|      | 07-07 | Panzergruppe West       | Heeresgruppe B                           | Normandie                            |
|      | 08-08 | 1. Armee                | Heeresgruppe B                           | Metz                                 |
|      | 09-10 | 5. Panzerarmee          | Heeresgruppe C                           | Lothringen                           |
|      | 11-11 |                         | z. Vfg. Heeresgruppe B                   |                                      |
|      | 12-12 | 5. Panzerarmee          | Heeresgruppe B                           | Ardennen                             |
| 1945 | 01-01 | 5. Panzerarmee          | Heeresgruppe B                           | Ardennen                             |
|      | 02-03 | 1. Fallschirm-Armee     | Heeresgruppe H                           | Niederrhein                          |
|      | 04-04 | Armeeabteilung Lüttwitz |                                          |                                      |

## Kommandierende Generale
| Datum      | Dienstgrad               | Name                           |
| ---------- | ------------------------ | ------------------------------ |
| 25.11.1940 | General der Artillerie   | Joachim Lemelsen               |
| 21.06.1942 | General der Artillerie   | Joachim Lemelsen               |
| 14.10.1943 | General der Panzertruppe | Heinrich Eberbach              |
| 22.10.1943 | General der Artillerie   | Joachim Lemelsen               |
| 04.11.1943 | Generaloberst            | Erhard Raus                    |
| 25.11.1943 | General der Infanterie   | Rudolf von Bünau               |
| 31.12.1943 | General der Panzertruppe | Nikolaus von Vormann           |
| 04.03.1944 | General der Panzertruppe | Hans Freiherr von Funck        |
| 04.09.1944 | General der Panzertruppe | Heinrich Freiherr von Lüttwitz |